# Bremerlotse
Die Bremerlotse ist ein ehemaliges Lotsenversetzboot, das von 1956 bis 1996 für den Lotsenwechsel auf der Weser vor Bremerhaven eingesetzt wurde.

## Geschichte
Gebaut wurde die Bremerlotse, die am 20. Oktober 1956 an die Lotsenbrüderschaft Weser I in Bremen geliefert wurde, 1955/56 auf der Fr. Schweers Schiffs- und Bootswerft in Berne-Bardenfleth. Das Schiff, das für eine dreiköpfige Besatzung gebaut wurde, ist 22,0 Meter lang, 4,6 Meter breit und hat einen Tiefgang von 2,1 Metern. Es wird von einem Dieselmotor angetrieben, der auf einen Verstellpropeller wirkt, und erreicht damit eine Geschwindigkeit von 13 kn. 
1965 kam das Schiff, das an der Lotsenstation in der Geestemündung in Bremerhaven stationiert war, zur Lotsenbrüderschaft Weser II/Jade.
Im März 1996 wurde das Schiff ausgemustert und durch das Lotsenversetzschiff Weserlotse ersetzt. Die Bremerlotse sollte verschrottet werden, wurde aber am 22. Juli 1996 von der Schiffahrtsgeschichtlichen Gesellschaft Bremerhaven gekauft, die das Schiff zwischen August 1997 und März 1998 auf der Schichau Seebeckwerft überholen ließ und als Traditionsschiff weiter unterhielt.
Anfang 2008 wurde das Schiff vom Betreiber der bremischen Häfen, Bremenports, für den Einsatz als Fähre in Bremerhaven zwischen dem Anleger beim Zolltor Rotersand und der Ölkaje gechartert. Der Einsatz wurde nötig, weil die Verbindung über die Kaiserschleuse aufgrund des Neubaus der Schleuse nicht mehr bestand und ein zu diesem Zweck in Kanada gekauftes Boot noch nicht angeliefert worden war.
Anfang 2009 wurde die Bremerlotse aufgrund fehlender personeller Perspektiven in private Hände nach Brake verkauft. Wenige Monate später wurde das Schiff weiterverkauft und unter dem Namen Thor Neocorus mit Heimathafen Büsum für die Erkundung des Wracks des im Januar 1883 nach einer Kollision vor Borkum gesunkenen HAPAG-Schiffes Cimbria eingesetzt.

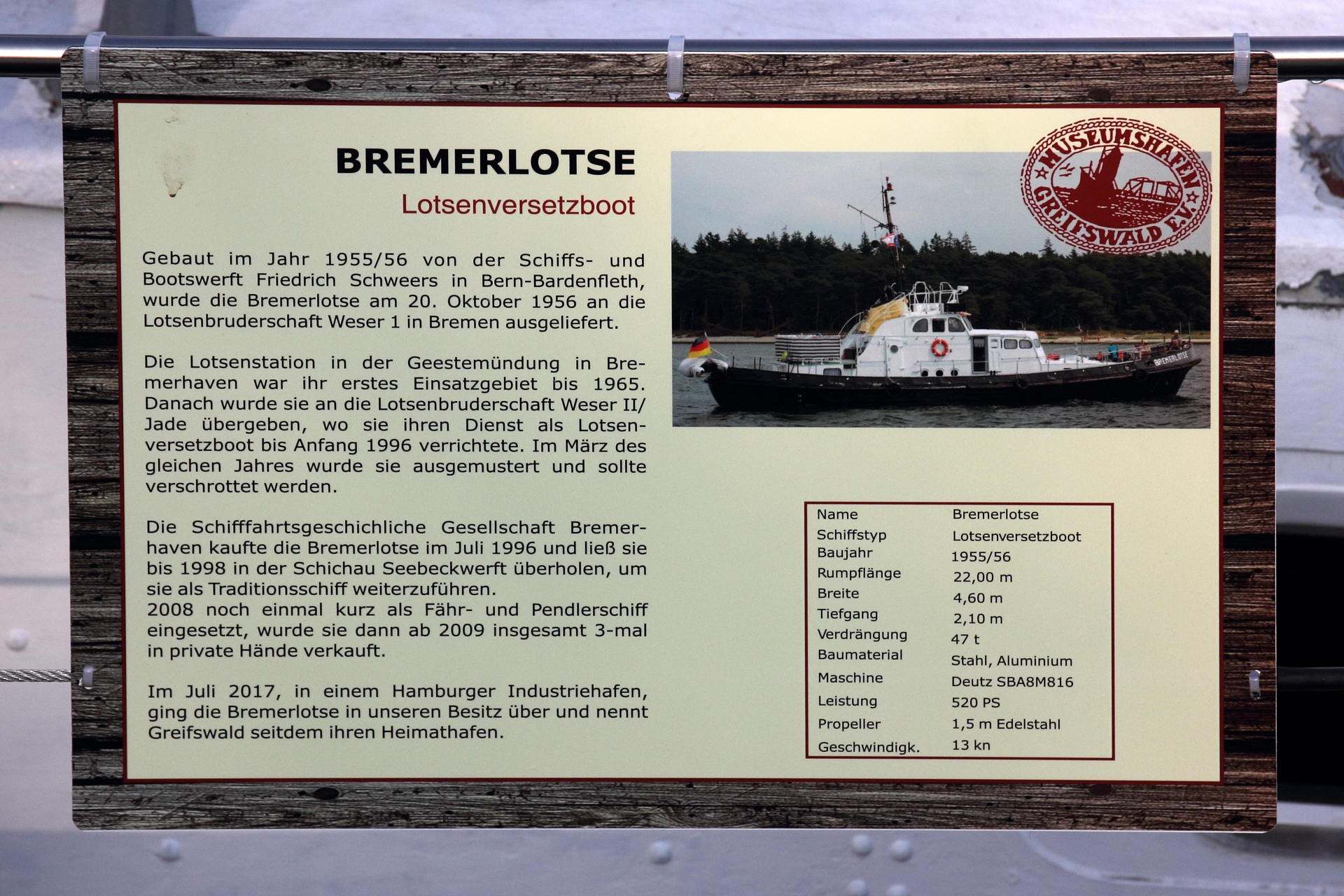
Infotafel an der Bremerlotse (2019)

Über mehrere Jahre war die Bremerlotse in Hamburg beheimatet. Seit Juli 2017 ist unter neuen Eigentümern der Museumshafen Greifswald ihr Heimathafen.